# Chile en el Festival de la OTI
Chile es uno de los cinco países que participó en las veintiocho ediciones del Festival OTI —junto con Panamá, Perú, Puerto Rico y Venezuela—. Concurrió ininterrumpidamente desde la primera edición celebrada en Madrid (España) en 1972, con la canción «Una vez, otra vez» de Guillermo Basterrechea, hasta la última edición llevada a cabo en Acapulco (México) en 2000, con la canción «Tú, naturaleza» de Magdalena Matthey.
Entre 1972 y 2000, veinticuatro cantantes representaron a Chile (siete mujeres y diecisiete varones); de ellos, tres representaron al país en al menos dos ocasiones: Florcita Motuda (1978, 1981 y 1998), José Alfredo Fuentes (1974 y 1976) y Osvaldo Díaz (1975 y 1990).
La televisión chilena ganó el festival dos veces: en Ciudad de México en 1984 con «Agualuna», del cantautor Fernando Ubiergo, y en San José (Costa Rica) en 1998 con «Fin de siglo, este es el tiempo de inflamarse, deprimirse o transformarse», del cantautor Florcita Motuda.
Además, la televisión chilena logró el segundo lugar en San Bernardino (Paraguay) en 1995 con «Canción contra la tristeza», del cantautor Alberto Plaza, y tres veces el tercer lugar: en Acapulco (México) en 1976 con «Era sólo un chiquillo», interpretada por José Alfredo Fuentes; en Sevilla (España) en 1985 con «Para poder vivir», del cantautor Juan Carlos Duque; y en Valencia (España) en 1992 con «Te prometo», del cantautor Pablo Herrera.
Los canales de televisión chilenos miembros de la OTI organizaron el evento en dos ocasiones.
La primera vez tuvo lugar en 1978, cuando Nicaragua, el país vencedor de la versión de 1977, debía organizar el festival de ese año, a la manera del Eurovisión; sin embargo, se encontraba sumida en una grave guerra civil producto de la revolución sandinista, motivo por el cual se excusó de organizar el festival y luego incluso de participar. De ahí que la Organización de la Televisión Iberoamericana entregara la organización del festival de 1978 a Chile. El festival de ese año se celebró en el Teatro Municipal de Santiago, y fue presentado por Raquel Argandoña y Raúl Matas. El logotipo y la decoración de este acto fue inspirado en adornos autóctonos mapuches, así como instrumentos de cuerda. Brasil alcanzó la victoria en dicha edición del certamen iberoamericano.
La segunda ocasión fue en 1986, cuando, por sorteo, la sede elegida fue justamente Chile, motivo por el cual nuevamente el Teatro Municipal de la capital chilena albergó el certamen iberoamericano, esta vez presentado por Pamela Hodar y César Antonio Santis. El logotipo era un pentagrama donde salía las notas Mi y Sol en corchea, y la escenografía era un mapamundi dibujado por partes. Como anécdota, se puede mencionar el corte de luz que la ciudad de Santiago, y tres cuartas partes de Chile sufrió por más de una hora, incluyendo el Teatro Municipal, a la hora del festival, producto de un bombazo del Frente Patriótico Manuel Rodríguez, grupo terrorista opositor a la dictadura militar de Pinochet. Afortunadamente, la transmisión vía satélite no se vio afectada por los poderosos grupos electrógenos con la que contaba el festival. Además, España no participó en esta edición, en protesta por la dictadura militar, siendo la primera y única vez que se ausentó del Festival.  Finalmente, fue la representación de los Estados Unidos la que se alzó con el triunfo.

## Participaciones de Chile en el Festival de la OTI
| Año y sede            | Artista                | Canción                                                                                             | Director orquesta | Lugar | Pts |
| --------------------- | ---------------------- | --------------------------------------------------------------------------------------------------- | ----------------- | ----- | --- |
| 1972 Madrid           | Guillermo Basterrechea | «Una vez, otra vez»                                                                                 | Eddy Guerín       | 7.º   | 4   |
| 1973 Belo Horizonte   | Antonio Zabaleta       | «Cuando tú vuelvas»                                                                                 | Horacio Saavedra  | 6.º   | 5   |
| 1974 Acapulco         | José Alfredo Fuentes   | «Amor, volveré»                                                                                     | Chucho Ferrer     | 8.º   | 4   |
| 1975 San Juan         | Osvaldo Díaz           | «Las puertas del mundo»                                                                             | Horacio Saavedra  | 5.º   | 5   |
| 1976 Acapulco         | José Alfredo Fuentes   | «Era sólo un chiquillo»                                                                             | Horacio Saavedra  | 3.º   | 12  |
| 1977 Madrid           | Capri                  | «Oda a mi guitarra»                                                                                 | Juan Azúa         | 11.º  | 2   |
| 1978 Santiago         | Florcita Motuda        | «Pobrecito mortal, si quieres ver menos televisión descubrirás ¡qué aburrido estarás por la tarde!» | Horacio Saavedra  | 7.º   | 17  |
| 1979 Caracas          | Patricia Maldonado     | «La música»                                                                                         | Juan Salazar      | 14.º  | 10  |
| 1980 Buenos Aires     | Nino García            | «Sin razón»                                                                                         | Gonzalo García    | 14.º  | 9   |
| 1981 Ciudad de México | Florcita Motuda        | «Si hoy tenemos que cantar a tanta gente, ¡pensémoslo!»                                             | Juan Salazar      | 5.º   | 18  |
| 1982 Lima             | Juan Pablo Méndez      | «Si no hubieras estado tú»                                                                          | Francisco Aranda  | 11.º  | 14  |
| 1983 Washington D. C. | Wildo                  | «La misma vida, el mismo modo»                                                                      | Francisco Aranda  | 8.º   | 58  |
| 1984 Ciudad de México | Fernando Ubiergo       | «Agualuna»                                                                                          | Francisco Aranda  | 1.º   |     |
| 1985 Sevilla          | Juan Carlos Duque      | «Para poder vivir»                                                                                  | Francisco Aranda  | 3.º   |     |
| 1986 Santiago         | Pancho Puelma          | «Desde las nubes»                                                                                   | Francisco Aranda  |       |     |
| 1987 Lisboa           | Eduardo Valenzuela     | «Chocando paredes»                                                                                  | Francisco Larraín |       |     |
| 1988 Buenos Aires     | Cecilia Castro         | «Es mi libertad»                                                                                    | Miguel Pizarro    | 7.º   | 6   |
| 1989 Miami            | Catalina Telias        | «La movida»                                                                                         | Toly Ramírez      |       |     |
| 1990 Las Vegas        | Osvaldo Díaz           | «Si no te tuviera a ti»                                                                             | Miguel Zabaleta   |       |     |
| 1991 Acapulco         | Claudio Escobar        | «Haciendo música»                                                                                   | René Calderón     | F     |     |
| 1992 Valencia         | Pablo Herrera          | «Te prometo»                                                                                        | Andrés Pollak     | 3.º   |     |
| 1993 Valencia         | Keko Yunge             | «María y Manuel»                                                                                    | Marc Friedler     | 18.º  |     |
| 1994 Valencia         | María Inés Naveillán   | «La vida va»                                                                                        | Francisco Aranda  | 9.º   | 3   |
| 1995 San Bernardino   | Alberto Plaza          | «Canción contra la tristeza»                                                                        | Roberto Trujillo  | 2.º   |     |
| 1996 Quito            | José Luis Moya         | «Te confieso»                                                                                       | Hugo Manzi        |       |     |
| 1997 Lima             | Rachel                 | «Nunca sabrás cuánto te amo»                                                                        | René Calderón     | F     |     |
| 1998 San José         | Florcita Motuda        | «Fin de siglo, este es el tiempo de inflamarse, deprimirse o transformarse»                         | Olivia Alarcón    | 1.º   |     |
| 2000 Acapulco         | Magdalena Matthey      | «Tú, naturaleza»                                                                                    | Sergio González   | SF    |     |

## Festivales organizados en Chile
| Edición  | Ciudad sede | Localización     | Presentandores                      |
| -------- | ----------- | ---------------- | ----------------------------------- |
| OTI 1978 | Santiago    | Teatro Municipal | Raquel Argandoña y Raúl Matas       |
| OTI 1986 | Santiago    | Teatro Municipal | Pamela Hodar y César Antonio Santis |

## Portavoces
Durante los primeros años del Festival de la OTI, mientras las votaciones fueron públicas, diferentes locutores y portavoces retransmitieron las votaciones de Chile.
| Año  | Portavoz de votos                    |
| ---- | ------------------------------------ |
| 1972 | César Antonio Santis                 |
| 1973 | María Inés Sáez                      |
| 1974 | Patricio Bañados                     |
| 1975 | Gina Zuanic                          |
| 1976 | Antonio Vodanovic                    |
| 1977 | Juan Guillermo Vivado                |
| 1978 | Alfredo Lamadrid                     |
| 1979 | Raúl Matas                           |
| 1980 | Raúl Matas                           |
| 1981 | Hubo jurado de sala, Ricardo Miranda |
| 1982 | Hubo jurado de sala, Lucho Gatica    |